# Котлубаївка (річка)
Котлубаївка (Бронниця) — річка в Україні, у Вінницькій області, ліва притока річки Дністра. Довжина 18 км. Площа басейну 106 км².
Бере початок південніше села Котлубаївки Могилів-Подільського району. 
Несе свої води через села Могилів-Подільського району: Петрівку, Пилипи, Шлишківці, Балки, Матеївку, Бронницю. Впадає у Дністер за 623 км від його гирла.
У верхній течії в селі Котлубаївці є 3 висохші ставки, поросли рогозою та очеретом. Витік річки за останні 25 років змістився до гирла на 2 км. Ширина річки не перевищує 2 м. У селі Петрівці великий ставок (5 га).

## Притоки
Річка без назви - ліва притока. Бере  початок на південному сході від Пилипів. Тече переважно на південний захід через с. Слобода-Шлишковецька і впадає у Котлубаївку у с. Григорівка за 5 км від її гирла. Довжина річки 7 км, площа басейну - 29 км².

## Галерея

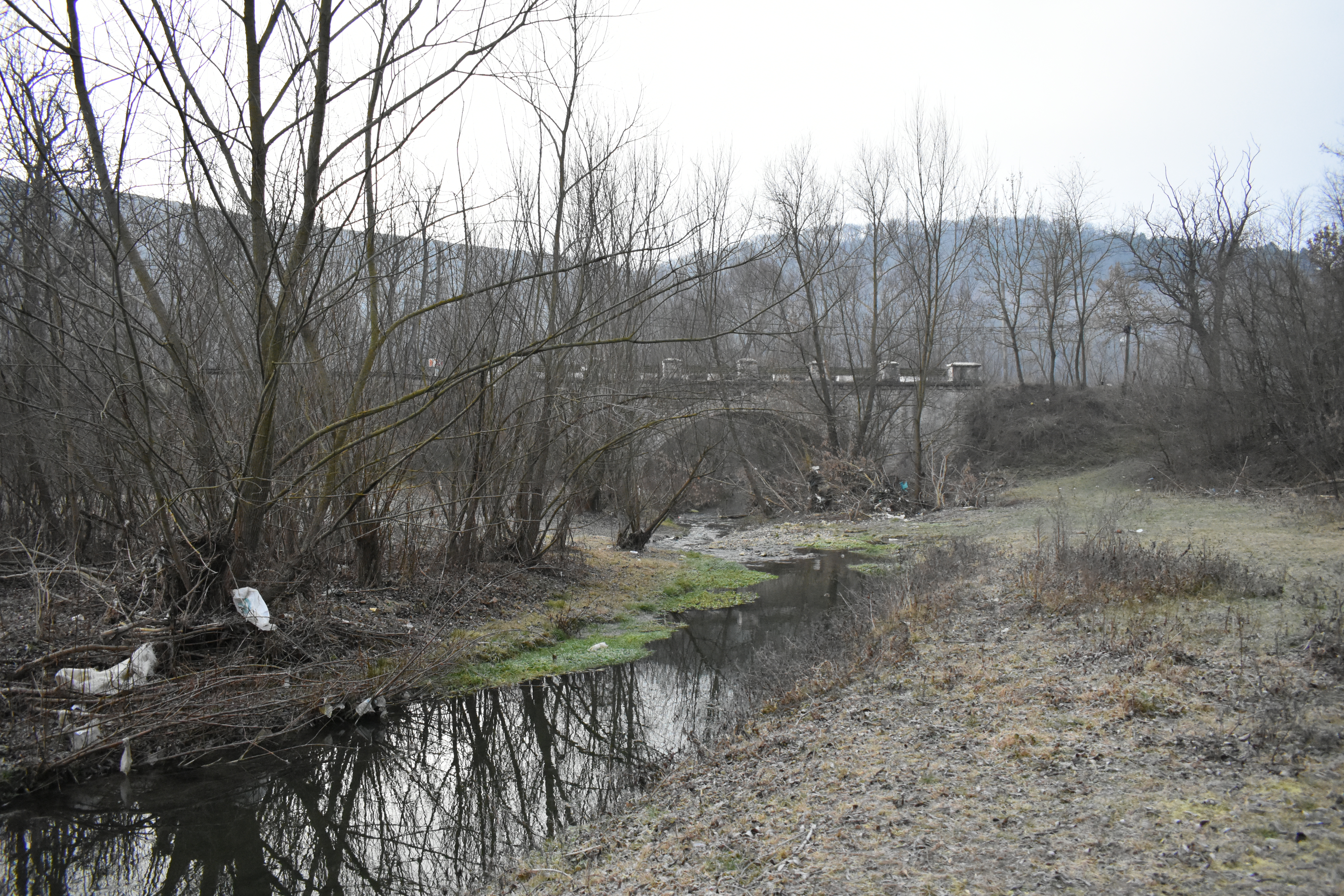
Річка в районі села Бронниця
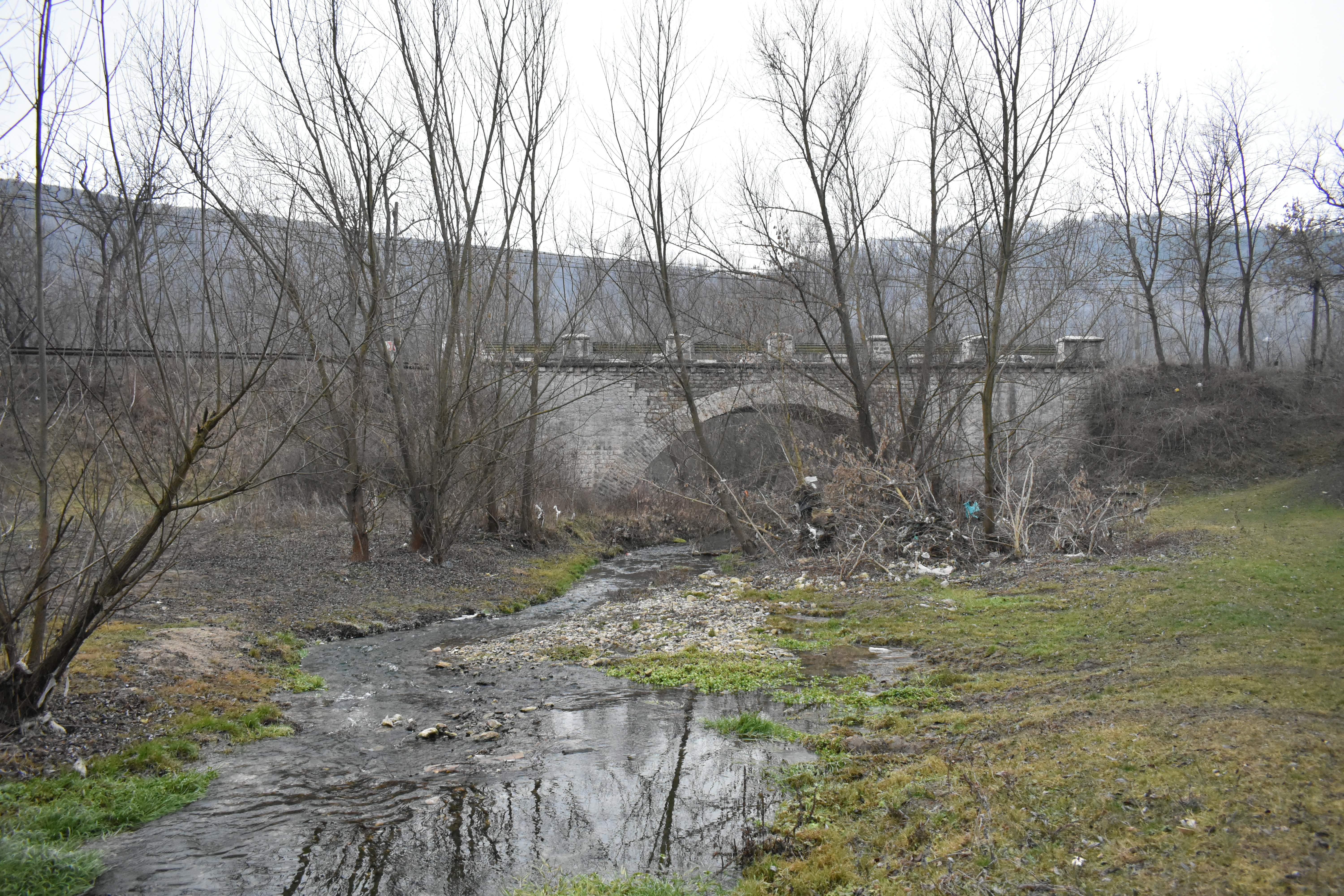
Міст через річку у Бронниці
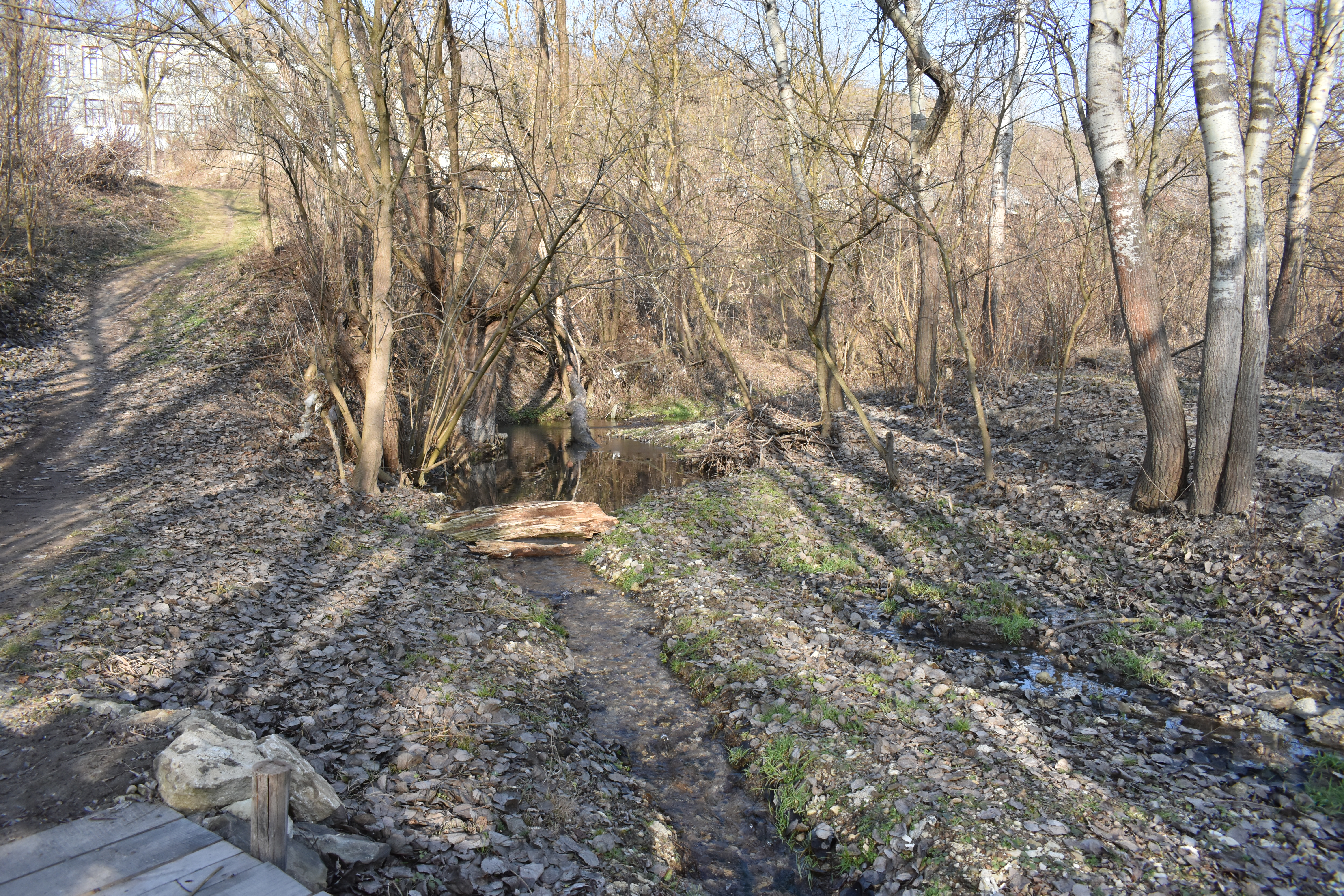
Безіменна притока у селі Григорівка
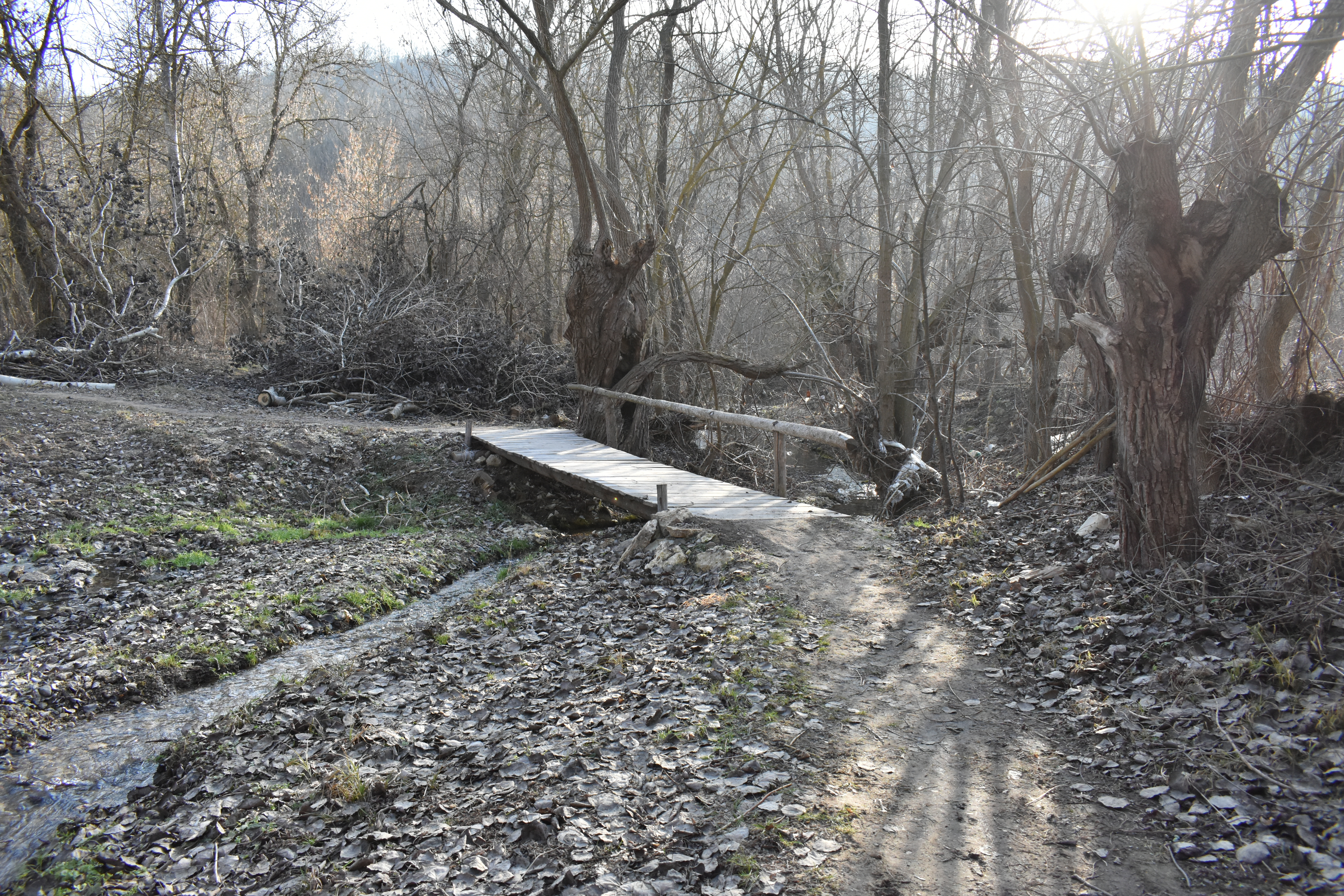
Безіменна притока у селі Григорівка
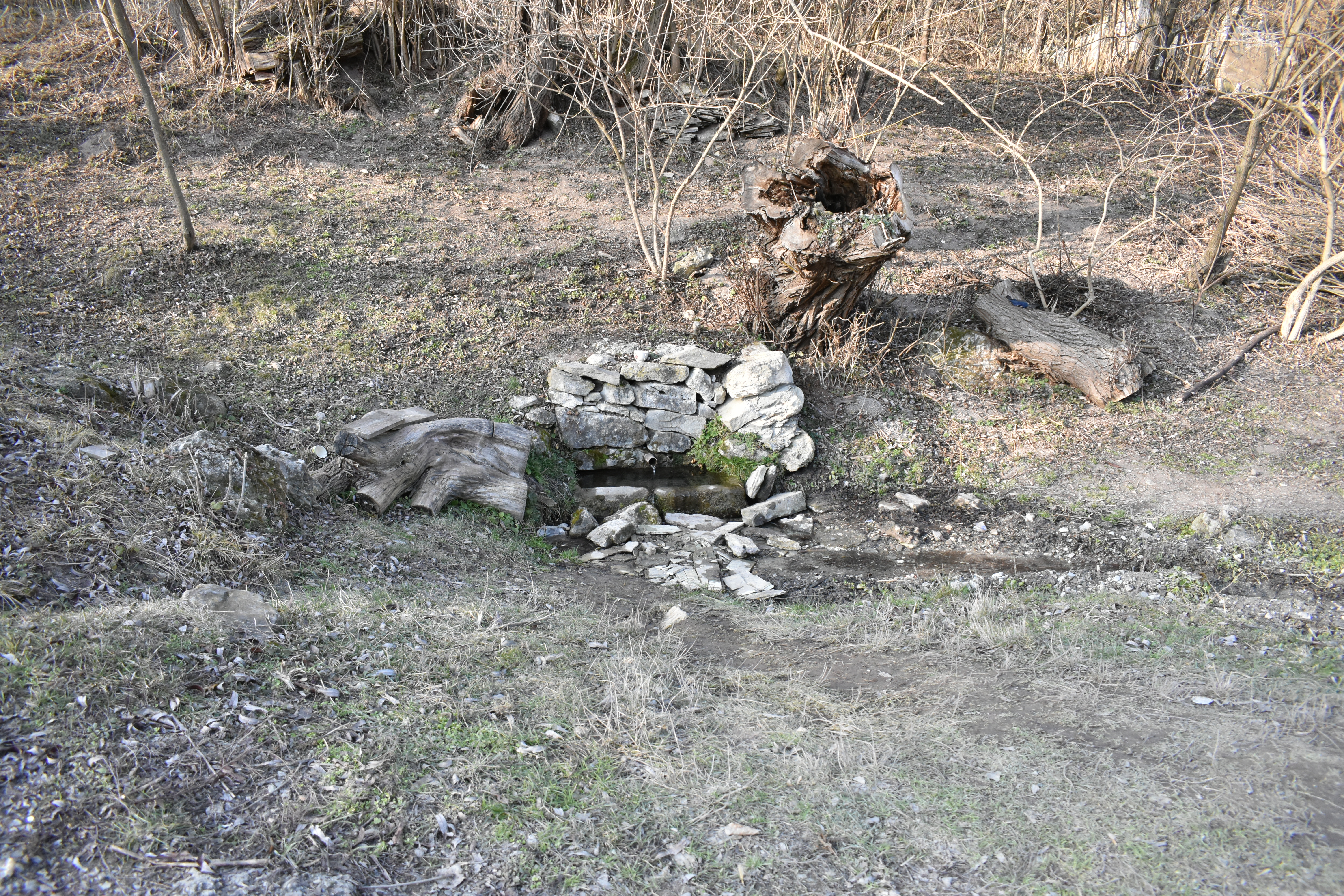
Джерело у с. Григорівка, що живить безіменну притоку